# 罗吉 (葡萄牙堂区)
罗吉是葡萄牙阿威罗区的一个堂区。总面积16.52平方公里，总人口1901人，人口密度115.1人/平方公里。